# Strikeforce: Rockhold vs. Jardine
Strikeforce: Rockhold vs. Jardine（ストライクフォース：ロックホールド・バーサス・ジャーディン）は、アメリカ合衆国の総合格闘技団体「Strikeforce」の大会の一つ。2012年1月7日、ネバダ州ラスベガスのザ・ジョイントで開催された。

## 大会概要
本大会ではルーク・ロックホールドとキース・ジャーディンによるStrikeforce世界ミドル級タイトルマッチが組まれた。

## 試合結果

### プレリミナリーカード
第1試合 72.6kg契約ワンマッチ 5分3R
○  エステヴァン・パーヤン vs.  アロンゾ・マルチネス ×
3R終了 判定3-0
第2試合 ウェルター級ワンマッチ 5分3R
○  リッキー・レジェール vs.  クリス・スパング ×
3R終了 判定3-0
第3試合 ライトヘビー級ワンマッチ 5分3R
○  ジャン・ヴィランテ vs.  トレバー・スミス ×
1R 1:05 TKO（パウンド）
第4試合 ウェルター級ワンマッチ 5分3R
○  ナフション・バレル vs.  ジェームス・テリー ×
3R終了 判定2-1

### メインカード
第5試合 ウェルター級ワンマッチ 5分3R
○  タレック・サフィジーヌ vs.  タイラー・スティンソン ×
3R終了 判定2-1
第6試合 ウェルター級ワンマッチ 5分3R
○  タイロン・ウッドリー vs.  ジョーダン・メイン ×
3R終了 判定2-1
第7試合 ライトヘビー級ワンマッチ 5分3R
○  キング・モー vs.  ロレンツ・ラーキン ×
2R 1:32 KO（パウンド）
※モーの薬物検査失格によりノーコンテスト。
第8試合 ミドル級ワンマッチ 5分3R
○  ロビー・ローラー vs.  アドラン・アマゴフ ×
1R 1:48 TKO（跳び膝蹴り→パウンド）
第9試合 Strikeforce世界ミドル級タイトルマッチ 5分5R
○  ルーク・ロックホールド vs.  キース・ジャーディン ×
1R 4:26 TKO（パウンド）
※ロックホールドが王座の初防衛に成功。